# ブライアン・ガルシア
ブライアン・ガルシア（Bryan Garcia, 1995年4月19日 - ）は、 アメリカ合衆国フロリダ州マイアミ出身のプロ野球選手（投手）。右投右打。

## 経歴
2016年のMLBドラフト6巡目（全体175位）でデトロイト・タイガースから指名され、プロ入り。契約後、傘下のA-級コネチカット・タイガースでプロデビュー。A級ウェストミシガン・ホワイトキャップスでもプレーし、2球団合計で17試合に登板して0勝2敗6セーブ、防御率2.41、22奪三振を記録した。
2017年はA級ウェストミシガン・ホワイトキャップス、A+級レイクランド・フライングタイガース、AA級エリー・シーウルブズ、AAA級トレド・マッドヘンズでプレーし、4球団合計で52試合に登板して5勝2敗17セーブ、防御率2.13、78奪三振を記録した。
2018年は2月にトミー・ジョン手術を受けたため、シーズンを全休した。
2019年、マイナーではA+級レイクランド、AA級エリー、AAA級トレドでプレーし、4球団合計で38試合に登板して3勝0敗2セーブ、防御率3.05、47奪三振を記録した。9月1日にメジャー契約を結んでアクティブ・ロースター入りし、翌2日のミネソタ・ツインズ戦でメジャーデビュー。この年はメジャーで7試合に登板して防御率12.15、7奪三振を記録した。
2020年は26試合に登板して2勝1敗4セーブ、防御率1.66、12奪三振を記録した。
2021年は39試合に登板して3勝2敗2セーブ、防御率7.55、32奪三振を記録した。
2022年は開幕をAAA級トレドで迎えた。4月16日にDFAとなり、20日にマイナー契約となった（そのままAAA級トレド所属）。7月28日に制限リストに入ったアンドリュー・チェイフィンに代わりアクティブ・ロースター入りした。

## 投球スタイル
肩口から小気味よく投げ込む最速96.7mph（約155.6km/h）の速球が武器だが、シンカー回転で伸びる独特の球筋である。スライダーとのコンビネーションも見せる。

## 詳細情報

### 年度別投手成績
| 年 度    | 球 団    | 登 板 | 先 発 | 完 投 | 完 封 | 無 四 球 | 勝 利 | 敗 戦 | セ 丨 ブ | ホ 丨 ル ド | 勝 率 | 打 者 | 投 球 回 | 被 安 打 | 被 本 塁 打 | 与 四 球 | 敬 遠 | 与 死 球 | 奪 三 振 | 暴 投 | ボ 丨 ク | 失 点 | 自 責 点 | 防 御 率 | W H I P |
| -------- | -------- | ----- | ----- | ----- | ----- | -------- | ----- | ----- | -------- | ----------- | ----- | ----- | -------- | -------- | ----------- | -------- | ----- | -------- | -------- | ----- | -------- | ----- | -------- | -------- | ------- |
| 2019     | DET      | 7     | 0     | 0     | 0     | 0        | 0     | 0     | 0        | 1           | ----  | 33    | 6.2      | 9        | 1           | 5        | 1     | 0        | 7        | 1     | 0        | 9     | 9        | 12.15    | 2.10    |
| 2020     | DET      | 26    | 0     | 0     | 0     | 0        | 2     | 1     | 4        | 3           | .667  | 93    | 21.2     | 18       | 0           | 10       | 0     | 1        | 12       | 1     | 0        | 6     | 4        | 1.66     | 1.29    |
| 2021     | DET      | 39    | 0     | 0     | 0     | 0        | 3     | 2     | 2        | 3           | .600  | 192   | 39.1     | 48       | 10          | 25       | 1     | 2        | 32       | 7     | 0        | 38    | 33       | 7.55     | 1.86    |
| MLB：3年 | MLB：3年 | 72    | 0     | 0     | 0     | 0        | 5     | 3     | 6        | 7           | .625  | 318   | 67.2     | 75       | 11          | 40       | 2     | 3        | 51       | 9     | 0        | 53    | 46       | 6.12     | 1.70    |

- 2021年度シーズン終了時

### 背番号
- 33（2019年 - 2022年）